# Campionati giapponesi di ski cross 2015
I Campionati giapponesi di ski cross 2015 si sono svolti ad Kashimayari il 14 marzo. Il programma ha incluso sia la gara femminile che la gara maschile. 
Trattandosi di competizioni valide anche ai fini del punteggio FIS, vi hanno partecipato anche sciatori di altre federazioni, senza che questo consentisse loro di concorrere al titolo nazionale giapponese.

## Risultati

### Uomini
| Pos. | Atleta         | Nazione       |
| ---- | -------------- | ------------- |
| 1    | Ippei Yoshigoe | Giappone      |
| 2    | Hyun Park      | Corea del Sud |
| 3    | Tetsuya Furuno | Giappone      |
| 4    | Yuki Minemoto  | Giappone      |

### Donne
| Pos. | Atleta         | Nazione  |
| ---- | -------------- | -------- |
| 1    | Reina Umehara  | Giappone |
| 2    | Akane Atomura  | Giappone |
| 3    | Sachi Hirakawa | Giappone |
| 4    | Reina Tomihara | Giappone |
| 5    | Yuka Nagoshi   | Giappone |